# 実は私は
『実は私は』（じつはわたしは、I am ...）は、増田英二による日本の漫画作品。秋田書店の『週刊少年チャンピオン』で2013年9号から2017年12号まで連載された。
略称は「じつわた」。キャッチフレーズは「ちょいアホ人外ヒロインラブコメ」。ジャンルは一応ラブコメだが、キャラクター達が非常にエキセントリックな設定である上、個性的な性格の人物が多いため、極めてハイテンションなギャグ（またはシュールなコメディ）の要素も濃い。ただし、時折シリアスな展開が出ることがある。各話のタイトルは一部を除き「○○しよう!」という形になっている。
同様のラブコメ物である『To LOVEる -とらぶる-』や主人公が秘密を守るという点で『ニセコイ』に通じることが指摘されることもある。
2015年1月29日発売の『週刊少年チャンピオン』同年9号にてテレビアニメ化が発表され、同年7月より9月までテレビ東京系列で放送された。
コミックス21巻までの2017年2月時点の累計発行部数は250万部を突破している。電子書籍配信サービスGALAPAGOSの2015年11月6日から同年11月12日の電子書籍人気ランキング コミック部門で2015年11月6日に発売（電子書籍版も同日発売）された14巻が10位となった。
担当編集者は武川新吾で、後に週刊少年チャンピオンの編集長に就任しいている。
増田作の『夢見が丘ワンダーランド』4巻収録の「だから私は」では、本作登場人物たちの「その後」が描かれた。

## あらすじ
考えていることが顔に出てしまい嘘や隠しごとができず、「穴のあいたザル」=アナザルと呼ばれる高校生の黒峰朝陽は、クラスメイトであるミステリアスでクールビューティーな白神葉子に恋をする。ある日、朝陽は偶然にも「実は私は吸血鬼」である葉子の秘密を知ってしまい、その秘密を守り抜くためになし崩しに「お友達」になる。
しかし、次第に「実は私は宇宙人」「実は私は狼男」「実は私は悪魔」「実は私は未来人」といったような人外の面々が周囲に増え、中には朝陽に好意を覚える女性も少なからず現れるようになる。
葉子の恋愛に対する鈍感さも相まって、朝陽の恋の行方は望むと望まざるとに関わらず迷走。紆余曲折を経て葉子と恋人となるも、全く諦める気のない他の女子や暴走気味の人外たちに振り回される日々は続いていく。
3年に進学した朝陽は自らの進路に悩んでもいたが、校内の人外たちの悩み相談を手伝うことで、人外たちの拠り所になるような教師への道を目指すようになる。
12月になって、突如として前校長の白雪が茜を封印し、校長に返り咲く。白雪の目論見は、葉子が吸血鬼であることを全校生徒に知らしめることによって、人と人外の関わり合いを断ち、より大きな悲劇を生みださないようにすることだった。しかし、白雪の目論見は阻止され、白雪は校舎屋上から身を投げる。葉子は自らクラスメイトたちに自分が吸血鬼であることを打ち明けると、翼を出して落ちる白雪を救った。葉子の行為を見た全校生徒の大多数も、「実は私は…」と自分が人外の存在であることや、自分の秘密を告白する。
無事に卒業式を迎えた朝陽と葉子は同じ大学に進学。2人は大学の講義室で、どこかで見たようなシチュエーションで羽を伸ばす人と遭遇する。

## 登場人物
本作の主要登場人物には苗字に色の名前が含まれている。また、白神葉子、白神桐子、緑苑坂、黒峰鳴を除いてコミックス表紙やカラーページで描かれる髪の色も名前に含まれる色とほぼ同じである。

### 主要人物
黒峰 朝陽（くろみね あさひ）
声 - 花江夏樹
本作の主人公。高校2年生→3年生。
人外の友人たちの不用心な行為をフォローする保護者気質の苦労人でもあり、それにともなって散々な目に遭うことも多々あるが、根に持つようなことはなく普通に接し続けている。その普通の対応や苦労や努力を目の当たりにした葉子や渚ら女性陣が、次第に想いを寄せていくこととなるが、葉子への想いを貫く一心から他の女性陣からの告白に対してはNOの返事をしている。
考えていることが顔に出てしまい嘘や隠しごとができないことから「『穴のあいたザル』=アナザル」と呼ばれているが、その一方でラッキースケベなアクシデントに巻き込まれやすいため、「エロ峰くん」なる不名誉な別称も持たされている。
家族は両親と妹の鳴がいる。身長175センチメートル。体重70キログラム。6月30日生まれ。O型。好きなものは白神葉子。嫌いなものは数学、ピーマン。特技はいろんなことを受け入れる。趣味はゲーム、深夜ラジオ。
白神 葉子（しらがみ ようこ）
声 - 芹澤優
本作のヒロインで、朝陽の同級生。実は吸血鬼の父親と人間の母親のハーフ（混血）。正体がバレたら学校を去るという約束を父親としているために、「必要最低限の言葉しか言わず、他人と関わらないミステリアスな女生徒」として振る舞っていたが、それは単に喋ったり笑ったりすると牙が見えてしまうため。実際はごく陽気でフランクな性格の持ち主であり、素では関西弁を話す。
食べ物に目がなく、しょっちゅう腹を鳴らしているなど、朝陽や友人たちからも「食いしん坊」であると認識されている。
「クールビューティー」を自称するが、そちら方面には全く素養がなく、茜などからは「くーるびゅーてぃー」とネタにされる。同様に恋愛にも本人は聡いと自称するが、そちらには更に疎く、朝陽の好意、および自分の真意に長らく気づかずにいた。
身長164センチメートル（+ヒール5センチメートル）。体重60キログラム。12月1日生まれ。B型。好きなものはコウモリ、ロシアンシュー、エビ。嫌いなものはおばけ、水泳、十字架、にんにく。特技はどんなことでも深く悩まない。趣味はコンビニの菓子パンのポイントを集める。
藍澤 渚（あいざわ なぎさ）
声 - 水瀬いのり
朝陽のクラスの委員長。実は地球を観察する目的でやって来た宇宙人。生真面目で融通の利かない性格をしており、生徒達からは「アイアンレディ」と呼ばれている。
人間大のボディは「外部ユニット」と呼ばれる精密なロボットであり、本体はそれをそのままスケールダウンしたような体長10センチメートル程度の小型の宇宙人で、頭部からは恋愛感情に反応して発光する触覚のようなものが生えている。
基本的なスペックは高いのだが、一般常識に疎いために周囲に引きずられるなどしてやる気が空回ったり斜め上に邁進したりする。
1年生の時点（物語の開始以前）に、朝陽から好意の視線を向けられたことがあったが、任務を優先させるという理由で「告白される前に」バッサリ断り、朝陽にトラウマを与えた（友人たち曰く「闇討ち」）。その経緯上、みかんからは「いけ好かない自意識過剰女」と毛嫌いされていた。
料理の腕前が極めて高く、尊大な茜も彼女が作ったスイーツ類の虜になっているが、自身をひよっこの初心者と過剰な謙遜をしている。
身長162センチメートル（本体16センチメートル）。体重48キログラム（本体100グラム）。6月23日生まれ。AB型。好きなものは猫、地球の漫画、朝のランニング。嫌いなものは兄、未熟な自分。特技はたいていのことは一度説明を受ければできる（自覚なし）。趣味は特訓。
朱美 みかん（あけみ みかん）
声 - 上田麗奈
朝陽の幼馴染で、新聞部員の眼鏡少女。人が困ったり嫌がる姿を見るのが大好きで、逆に喜ばれるとテンションが下がるという性格の持ち主で、ついた渾名が「外道クイーン」。
眼鏡は伊達で、幼いころに朝陽からもらったオモチャの眼鏡である。
凛が未来人であることと自分を「おばあちゃん」と呼ぶことが発覚した際、朝陽への好意を完全に自覚。朝陽が自分を異性として見ていることを知ると、「最終的に妻の座につければ途中経過はどうでも良い」「自分が正妻で葉子が愛人でも可」と改めて朝陽を自分のものにしようとあれこれと画策をするようになる。
「ロシアンシュークリーム」と呼ばれる凶悪な味のお菓子を作るのが得意で、後に葉子と共に様々なロシアンシューを開発してゆくことになる。
2年生（コミックス1巻から10巻）は黒峰らとは異なるクラスであったが、3年生（コミックス11巻以降）では同じクラスになった。
身長160センチメートル。体重46キログラム。9月21日生まれ。A型。好きなものは朝陽、ゴシップ、お金、牛肉。嫌いなものはチーズ、納豆などの発酵食品。特技は節約。趣味はお菓子作り。
フクちゃん
声 - しもがまちあき
長年愛用されていたみかんの伊達眼鏡が付喪神と化した物で、自称「福の神見習い」。よかれと思って福の神の力を行使したことで、かえって面倒な事態を引き起こしたり、みかんを改心させるため秘密を暴露するなどの悪意の無い言動から、当のみかんからは疫病神扱いされている。
他にも「幸福請負人」フクの介先輩（サングラス）、「幸福百科辞典」フク太郎先輩（厚底メガネ）、「幸福大先生」フク蔵さん（グルーチョ眼鏡）などの、眼鏡に宿っている福の神仲間がいる。

紫々戸 獅穂（ししど しほ） /  獅狼（しろう）
声 - 内田彩  / 宮健一
葉子の幼馴染。実は狼男。ただし、主人格の獅穂は女性であり、月を見る度に「狼男の獅狼」と意識・肉体がスイッチする。ただし、服装はそのままであり、獅狼に変身した際は、下着姿であったり、はだけたセーラー服であったりと変態のような有り様になる。
獅穂は、自他ともに認める「痴女」である。後述の使命は獅狼が受けたものとして、自身は中立の立場を取る。
実は桃地の祖母で、未来における夫は嶋田（未来の彼女は遠い目をして語っているらしい）。これを知った際は絶望し、何としてでも未来を変えようとするも、色々空回ってむしろ着実にフラグを立てている。
獅狼は、狼男なのだが、外見でそれらしい点は牙のみであり、本人もコンプレックスがある。獅穂とは対照的に硬派な性格だが、料理をはじめとする家事全般も得意としている。葉子の父親・源二郎から現状確認の命を受けており、正体がバレているようなら連れ戻すため転校してきたが、その任務はうやむやになっており、源二郎をいらだたせている。
身長172センチメートル。体重54キログラム。7月23日生まれ。O型。好きなものは犬、エロ本、深夜のコンビニ。嫌いなものは本音トーク、片付け。特技は早脱ぎ。趣味はTバック集め（獅穂）。身長182センチメートル。体重78キログラム。7月23日生まれ。O型。好きなものは晴れた日の洗濯、亞華里伝説。嫌いなものは片付けられない女。特技は整理整頓。趣味は筋トレ、ゲーム（獅狼）。
黄龍院 凜（きりゅういん りん）
朝陽の1学年下に編入してきた少女。実は50年後の未来からやってきた、朝陽の孫。黄龍院は父親の姓。中二病的な物言いが多い。未来での通称は「閃光のボタン留め」の二つ名で呼ばれ、腰に下げた剣を振るうことで、スタイリッシュに空いたボタンを閉じる（服装を正す）ことができる。
未来世界では「カリスマ痴女II世」なる女性に世界をほぼ支配されており、凜はレジスタンス活動として歴史を変えるために過去にやってきた。そのため獅穂に対し敵対心が強かったが、飄々とした態度で流されることが多く、奇妙な友情や合体技も生まれた。
コミックス20巻において10年後の藍澤渚との証言によって、卒業目前に白神葉子が吸血鬼であることが皆に露見し、葉子は失踪。しばらくして葉子と朝陽の娘とされる2人によく似た赤子を茜が連れてきて、この赤子が後に凜の母親となったことが語られている。
タイムマシンは自律するドラゴン型住居であり、限られた人間しか見ることができないということだが、少なくとも家族である朝陽、および目にした人外の面々全員とみかんは見えている。入る際は、家の鍵でもある剣を首の辺りに突き立てる必要がある。
身長149センチメートル。体重39キログラム。3月20日生まれ。O型。好きなものはかっこいいもの、みかんの作るハンバーグ。嫌いなものはピーマン、算数。特技は素早くボタンを留める。趣味は必殺技開発。

### 諸晴高校の生徒・教師たち
紅本 茜（こうもと あかね）
声 - M・A・O
朝陽や葉子たちの通う諸晴（もろばれ）高校の校長。実は年齢数千歳の悪魔。外見は角が生えた小柄な女子生徒だが、幻覚・実体を伴う分身・千里眼・念動力など極めて強い超常の力を持つ。しかし、本来の年齢にそぐわない、むしろ外見通りかそれ以下の精神年齢の持ち主なため、周囲には全く畏怖されておらず、初めの内は校長であることすらなかなか信じて貰えなかった。葉子・渚・獅穂・凛を始め、数多くの人外が在籍できているのは茜の工作によるもの。
かつて葉子の両親が在籍していたころは担任教師だった。
無類のお菓子好きで、お菓子の補充が途絶えるとお菓子を求めて凶暴化する。
多くの珍騒動の首謀者という愉快犯であるが、一方で自分の理解を超える事態には呆然とする場合もあり、黒峰と違ってテンション低めに突っ込む。
子孫（玄孫）である明里に対しては、独身であることや過去をからかう言動も多いが調子に乗り過ぎては折檻や説教などをされている。一方で、桜田が明里を好きだと知ったときは酷く動揺している。明里と桜田が（一応秘密で）付き合うようになった際は、職権乱用をしようとしたり泣き出したりした。散々飲んでからかったり罵倒し合ったりもしたが、最終的には本気のトーンで節度ある飲酒を忠告している（明里もこれについては冷静に受け入れている）。
超常の力を悪用して極めて悪趣味な悪戯や覗きを繰り返す一方で、恋愛に疎い葉子や渚の心情を看破し、核心を突いて彼女たちに行動を奮い起こさせることもある。他にも何だかんだで年長らしい配慮を見せる時もある。進路に悩む朝陽に教師になるように道を示した。また、悪魔らしく約束には非常に律儀であり、明らかに代償が不釣り合いな「契約」であっても納得して交わした以上はそれを遵守しようとする（契約に含まれない部分は保証されないが）。
後述の華恋とはその関係上浅からぬ因縁を持つが、もっぱら茜が一方的にからかう状態。しかも、かなり都合よく利用しているなど酷い扱いが目立つ。しかし、7巻巻末のおまけにて、明里に「あのケチな校長が素直に奢る相手を他に知らない」と語られるなど、それなりに良好な関係ではある模様。
身長148センチメートル。体重49キログラム。1月1日生まれ。B型。好きなものはお菓子、地位、名誉。嫌いなものはおばけ、きのこ派・たけのこ派の論争。特技はイタズラ。趣味はのぞき見。
紅本 明里（こうもと あかり）
声 - 新田恵海
朝陽のクラスの担任で、担当教科は英語。茜は高祖母に当たる。悪魔の血統は薄く、基本的にただの人間だが、身体能力は人外レベル。色々問題を巻き起こす朝陽たちや茜に頭を悩ませているが、葉子の正体がバレて不本意な退学をする事態は避けたいと思っており、生徒たちへ掛ける情は厚い。度々ビールを飲むなど酒好きで、酔い過ぎて問題を引き起こすこともある。
スタイルも人柄もいいものの色気には欠け、未だ独身で交際経験すらない。また、そのことを非常に気にしており、年齢や独身などの禁句に触れれば、生徒にすら容赦しない。花嫁修業として自らの意志でメイドカフェでバイト中であり、その影響のせいか泥酔時などに「あかりん」というテンションの高いキャラとなっている場合がある。
茜を止められる唯一の人物であり、校長と一教師という立場上敬語で接しつつも、凄まじい威圧感や実力でおとなしくさせることができる。
実は元不良で、「亞華里」と呼ばれる100もの伝説を残す不良。「百度参りの亞華里」「亞華里伝説」とも呼ばれていたが、それらの伝説は全て彼女の失恋エピソードである。本人にとっては黒歴史なため、写真や当時の件を公開されるのを強く嫌っている。
桜田については、自分に対して一生懸命に気持ちをぶつけてくれ、かわいいと言ってくれたことで自身も相応に好意を持つようになって付き合うことになる（あくまで卒業まではデートなどはなしの関係）。
身長180センチメートル。体重62キログラム。1月12日生まれ。B型。好きなものは酒、車、力比べ。嫌いなものは結婚式の招待状、女子会。特技は両手同時にリンゴを握りつぶせる。趣味は自分磨き。
銀 華恋（しろがね かれん）
朝陽の学校の生徒会長。実は天使だが、天使の輪を紛失してしまっており、堕天使（自称）≒悪魔と名乗っている。悪魔である茜とは数百年に渡り、何度も殺し合った関係であるらしい。
他人のトラブルや不幸を見過ごせない作中屈指の善人。黒塗りの悪魔の角（偽物）を装着し、使い魔に二羽のカラスを連れており、禍々しい雰囲気で迫りくるが、思いやりあふれる言動ですぐに本質を悟られてしまう。悪魔らしく契約のもとに願いを叶えようと唆すが、求める代償が「心からのお礼の言葉」なのでその度に「天使だ」と心の中で突っ込まれている。
源二郎の依頼で、葉子を実家へ連れ戻すために悪魔を名乗って登場。超常力と恐怖で朝陽もろとも支配する寸前までいくが、根っからの「天使」気質で情に絆され、朝陽たちの協力者となった。
葉子同様に普段は天使の羽根を隠しているが、驚いたり動揺したりすると飛び出すのも同じである。この際に飛び散る天使の羽根の1枚1枚に暴食・色欲・強欲・憤怒・怠惰・傲慢・嫉妬の7つの力のいずれかがあり、標的に刺すことでその力を相手に宿すことができる。
学生の視点で学校を支えて欲しいという茜の依頼で、20年に渡り生徒会長を務めており、毎年の卒業式では送辞と答辞を1人で読み上げている。この学校の卒業生である葉子の両親とも学生時代を共にしており、吸血鬼である源二郎と天使である華恋は、葉子・渚と全く同じパターンで人外であることを晒しあっていた。実は「幻の生徒会長」という七不思議の一つだったのだが、人外たちと茜（「謎の校長」・「神出鬼没の角女」の2枠）によって7枠全て埋められ、七不思議から外されてしまっている。
当初は朝陽たちの上級生であったが、卒業式とその後の始業式を経て、同じクラスとなった。
身長150センチメートル。体重42キログラム。12月31日生まれ。O型。好きなものは感謝の言葉、思いやり。嫌いなものは特になし。特技は人の願いを叶える。趣味はベルマーク集め。
緑苑坂 弓（りょくえんざか ゆみ）
第92話から登場。黒峰たちのクラスの副担任。
長髪を一つに纏めたクールビューティーの和装美女だが、実は葉子の父・白神源二郎本人。獅狼（獅穂）、華恋と刺客を送り込んだものの埒が明かなかったため、本人が乗り込んできたが、他の登場人物の例に漏れず早々に朝陽に正体がバレる。その後も（茜に）頼まれた以上はと、1年間は副担任を続けた。
女性への変身は茜の魔力によるもので、桐子には秘密ということになっているが、桐子の旧姓を名乗っており、名前の弓も桐子が高校時代に飼っていた犬の名前からで、ほぼバレている。
髪の色は名前に含まれる「緑」ではなく、緑は和装の布地の色となっている。
白雪（しらゆき）
白神源二郎らが学生だった時代の校長。
元は、茜が数百年前に開いていた人外と人間とがいっしょに学ぶ寺子屋のような集いにいた人間だった。しかし、その時に一緒にいた人外が人間に捕まり、見世物となって不幸な最期を遂げたため、このような悲劇を繰り返さないよう、人間と人外との関わりを完全に断ち切ろうという考え方になった。
しかし実は自分が死んだ自覚もなく、何百年も現世を彷徨っていた幽霊であった。

#### 朝陽の友人たち
「あいつら」でまとめられる朝陽の友人たち。根は友達思いであるため、基本的に朝陽の人間関係を遠巻きに、かつ面白がりつつ応援している。
桜田 康介（さくらだ こうすけ）
声 - 羽多野渉
無精ひげや柄シャツといった外見にオネエ口調で話す。あだ名は「さくらさん」。実家は精肉店。
3人の中では一番温厚で落ち着いた性格、曲がったことが大嫌いかつ作中屈指の常識人であり、朝陽の恋についても基本的に温かく見守っている。その性格ゆえ、周囲からは「仏の桜田」と呼ばれている。しかし、中学時代は「東中の赤鬼」と呼ばれる凶暴な性格であった。そのころに明里にこっぴどくやられ、諸晴高校への進学を勧められた経験から、実は明里に恋愛感情を抱いている。体育祭で悪魔的身体能力を発揮した明里と正面から渡り合うほどの潜在能力を発揮して見事勝利し、告白を経て付き合うことになった。
身長182センチメートル。体重85キログラム。4月3日生まれ。AB型。好きなものはひまわり、休日の公園、任侠映画。嫌いなものは筋の通らないこと。特技は三回まで仏の顔で我慢する。趣味は園芸、木刀の素振り。
岡田 奏（おかだ かなで）
声 - 平川大輔
伊達眼鏡キャラ。ブリックパック飲料をストローで飲んでいることが多い。あだ名は「岡」。
飄々とした性格の持ち主で朝陽やみかんとは中学からの付き合い。みかんの素の性格や普段の朝陽への振る舞いに隠れた気持ちなどを察している様子で、時折みかんに対してからかうような言動をするが、大抵その場でひどい仕返しを受ける。みかんに対して好意を抱いており、度々彼女のバイト先に足を運んだり「付き合わない?」と言ったりするも、朝陽一筋のみかんからは相手にされていない。それでも諦める気はない様子である。
実は人の心を読めるという特殊能力を有している。現在は体調次第であるが、中学のころはかなり聞こえてしまっていたようで、他人との付き合いに絶望していた。後に、読心能力が意味をなさない「内外のギャップがない」朝陽と「遠慮なしに本音をぶつけてくる」みかんと出会って親睦を深めるようになった。伊達眼鏡はみかんへの視線を隠すために着用するようになった。
みかんが引っ越しに伴って再度失恋したのを機に遠回しな告白をするも、そんな姿をかつての「異性と意識してくれていたのに最初から諦めてまともなアプローチをしなかった自分」と重ねたみかんに本気で非難されてしまう。その悲痛な姿を救おうと試みたフクちゃんにアドバイスを受けるもみかんと一緒になる可能性を信じられず、自分を好いてくれている鳴と付き合う選択をする。しかし、みかんについては兄（朝陽）より分かりやすいという致命的欠点とともに全く諦められていないことを指摘され、彼女とともに諦めずに恐れずに挑むことを決意、無様だが本気の告白をみかんにして色々吹っ切れる。が、後に吹っ切れすぎて嶋田にまで引かれる羽目になった。
身長178センチメートル。体重65キログラム。12月4日生まれ。A型。好きなものは特になし。嫌いなものは特になし。特技はポーカーフェイス。趣味はネットサーフィン、読書、映画鑑賞。
嶋田 結太（しまだ ゆうた）
声 - 下野紘
髪形からモップ頭などと呼ばれる。あだ名は「嶋公」。
実は留年しているため、周囲より年上である。
女性に対して過剰にがっつく面があるためモテないらしくかなり僻みっぽい。後に涼に対して一目惚れし、男であることを知らずにデートに誘うが、無自覚にも涼にあらゆるトラウマを植え付け、逃げられてしまう。以降、涼に迫って人格崩壊した涼とジャケットで顔を隠されパトカーに連行されていく嶋田の図が、オチのパターンの1つとなっている。後に緑苑坂にも告白を敢行しようとする。
3年時の花火大会で獅穂が朝陽に告白し断られた直後に、獅穂から冗談混じりアプローチされるものの場を読んで断る。しかしこれが獅穂のプライドを傷つけることになり、以降はアタックされることが増える。桃地結香（#新1年生たち）から、将来は獅穂と結婚し娘を作っていることが語られているが、嶋田本人はそのことを知らない。また、桃地の嶋田に対する反応も、朝陽と凜とは異なり孫と祖父とは遠い醒めた反応をしている。
身長165センチメートル。体重52キログラム。5月7日生まれ。B型。好きなものは女、宝くじ、カツ丼、彼女のいない友達。嫌いなものはリア充、パトカー、取調室。特技は嫌なことをすぐ忘れる。趣味はナンパ、レアなエロ本探し。

#### 葉子の友人たち
3年時の体育祭の打ち上げのカラオケパーティを機会に打ち解けた3人の女子生徒。
佐々木 恵、稲葉 浩美、松本（ささき めぐみ、いなば ひろみ、まつもと）
ウェーブがかったボブカットに大きなリボンをつけているのが佐々木、髪をポニーテールにしているのが稲葉。ロングヘアで厚い唇が特徴なのが松本。3人とも普通の人間。
佐々木は涙もろい性格で、別れた彼氏のことを思い出しては涙ぐんでいる。

#### 新1年生たち
第92話で入学してきた生徒たち。92話では背景や1コマに描かれている程度であり、活躍するのは後になる。
黒峰 鳴（くろみね めい）
朝陽の妹。1年2組。入学以前は#登場人物の家族たちを参照。
岡田に好意を持っている様子。
桃地 結香（ももち ゆか）
105話より本格的に登場。鳴のクラスメイト。
実はくノ一で、背中の腰部に巨大な手裏剣（本人曰く「家の鍵」）を背負っており、くないやまきびしも携帯しているなど、忍者なのにまったく忍んでないため、クラスメイトから忍者としてしっかり認知されている。運動能力は高く、住宅の屋根伝いに走って通学が可能。
異常に惚れっぽい性格で、105話だけでも朝陽や岡田に一目惚れし、黒パンツ・マント・ネクタイ・覆面という有様の朝陽にさえ、ときめいた。
凛と同じく50年後の未来からやってきた未来人であり、未来での通称は「灼熱の服脱がせ」の二つ名で呼ばれている。124話にて獅穂と嶋田の間にできた娘が母親であることが本人の口から明らかになった。また、渚のことも知っており、桃地の忍術は渚に関連があるらしいことが僅かに語られている。
未来では、凛と同じくレジスタンス活動に従事している。朝陽のことをおじいちゃんと呼ぶが、血縁関係はなくレジスタンス活動のために（未来の）朝陽の家に同居していたため愛称としての呼称。住居も凛と同様の自律する巨大な鷲型タイムマシン。
黄龍院 閃（きりゅういん せん）
姓はコミックス15巻で判明。鳴のクラスメイトの男子。105話で結香が通学途中で出会った「王子様（朝陽のこと）」についての相談相手として鳴と共に登場。法に触れない程度に変態的な言動に余念がない。
瓶底眼鏡で腰に日本刀のようなものを佩いている。
実はヴァンパイア・ハンターの一族である。その言葉通り、ヴァンパイアを「ハント」することを目的とする一族だが、「狩り」ではなく「ガールハント」の意に近く、閃も葉子に対し「結婚を前提としたおつきあい」の申し出を行った。ヴァンパイアの生態についても葉子以上に詳しい。
水奈川 咲（みながわ さき）
109話から登場。鳴のクラスメイトで委員長。長い髪を2つに編み込まずに結わえて垂らした、丸眼鏡の少女。蝙蝠の羽根のような装飾のあるカチューシャをしている。一人の時は「〜だべ」などの方言が出てくる。
実はサキュバスの一族であり、「カリスマ痴女」に痴女リンピックで敗れお株を奪われたため、カリスマ痴女の打倒と一族の復権に情熱を燃やしている。胸が小さめだが、本人曰くカリスマ痴女に敗北した日から一族の夜遊びが過ぎて睡眠不足になったためらしい。
だが、閃の読んでいるエロ本（閃は「保健体育の教科書」と称している）に顔を赤らめ、葉子とのセクシーポーズ対決では引き分けに終わるなど、サキュバスであるにも関わらずそっち方面の素養は残念なレベル。
サキュバスとしての特殊能力として、男性の鼻血などから精気を摂取することで胸が大きくなるなどの変身ができる（それでも凛には無視され、同級生男子たちもそそられなかった）。また、魔族系の種族なので茜が悪魔であることを知っている。
箱女 / （10年後の）藍澤 渚
ダンボール箱状のものを被って顔を隠している女子生徒。114話終盤に登場し、みかんに未来世界で朝陽と葉子が結婚していないことを告げる。
箱女はみかんによる呼称であり、155話において実は10年後の未来からやってきた藍澤渚本人であることが判明した。渚より髪が伸びており、体技なども10年分、渚を上回る。痴女力を応用することで獅穂と同様に分身の術を行使できる。

### 登場人物の家族たち
黒峰 鳴（くろみね めい）
朝陽の妹。22話で父母と共に存在が語られ、48話で名前と顔が初登場した。みかんやその弟たちと一緒に仲良く朝陽いじりを楽しむ一方、根は兄想いの性格。
兄同様、嘘をつくのが下手。
第92話で、新一年生として入学してきた。入学以後は#新1年生たちを参照。
みかんの弟たち
声 - 藤原由林（上）、斎藤楓子（下）
姉のみかんや鳴とは仲が良く、一緒に朝陽いじりを楽しんでいる。顔つきなどは姉とよく似ている。
白神 源二郎（しらかみ げんじろう）
声 - 小山力也
葉子の父であり、純血の吸血鬼。常人の数倍の体躯の持ち主。小説家で、「吸血鬼育成日誌」というフィクション小説を書いている。通常サイズの原稿用紙に書いているため、かなり窮屈そうに見える。
娘にはかなり厳格な態度をとっているが、実際は溺愛している。その一方で妻の桐子には、まったく頭が上がらない。
高校在校中に出会った桐子と恋仲になり、葉子たちと同じく吸血鬼の秘密を隠して生活していたが失敗した。
朝陽らが3年に進級した際、緑苑坂弓（上述）として学校に乗り込んできた。
身長452センチメートル。体重825キログラム。5月5日生まれ。B型。好きなものは酒、娘。嫌いなものは十字架、にんにく、ゴキブリ。特技はトランプタワー。趣味はゲーム、小説を書く、釣り。
白神 桐子（しらがみ とうこ）
声 - 日笠陽子
葉子の母。人間。旧姓は緑苑坂。温厚そうな外見に反して、強かで腹黒い一面を隠し持つ。娘が男と二人っきりだと知ると、嬉々として茜とともに覗きを敢行する（そして、娘の残念さにがっかりする）。
源二郎とは朝陽と葉子同様に高校で知り合い交際していた。葉子は聞かされた源二郎と桐子のエピソードに憧れて高校編入を決意している。
身長160センチメートル。体重50キログラム。5月30日生まれ。A型。好きなものは和食全般、着物、和菓子。嫌いなものはパソコン、スマホ。特技は相手を威圧する。趣味はのぞき見、茶道。
「カリスマ痴女」
獅穂/獅狼の母。その痴女っぷりは「痴女力」という言葉で表され、多くの男性を惹きつけ、鼻血を噴出させる。わずかに語られただけだが、人間である模様。
外見が描かれたのは第77話で、それまではグラビアのようなポーズをとった長髪の女性シルエットの想像図や、周囲にできた男の人だかりからふきだしのみが描かれていた。
その後はたまに現れ、4ヵ月に1度開催されている痴女リンピックなるイベントでの活躍が語られている。専ら全裸。
藍澤 涼（あいざわ りょう）
渚の兄で、地球の観察任務にあたっている妹の様子を見るためにやってきた。
外部ユニットは女性型であるため、正体を把握していないみかんなどには「渚の姉」として紹介されている。
渚とは異なり、ギャンブル好きでかなりルーズな性格で、外部ユニットを悪用することもある。後に外部ユニットの姿で嶋田に一目惚れされ、彼をカモに食事目当てでデートするも、男としてあらゆるトラウマを植え付けられてしまう。しかし卒業式において、遂に自身の正体を嶋田に明かした。
身長160センチメートル（本体17センチメートル）。体重48キログラム（本体115グラム）。9月12日生まれ。B型。好きなものは酒、女、バクチ、金。嫌いなものは嶋、借金。特技は射撃。趣味はギャンブル、転売。

### その他の人物
手崎（てさき）
時折現れる、茜の元教え子と名乗る口髭を生やした初老の男性。初登場時には料理教室を開いたが、バーテンダーとして登場したこともあり、本業は不明。
常ににこやかな笑顔を崩さないが非常に毒舌で皮肉屋。喋らないまでも、やれやれというポージングで馬鹿にしてくることがよくある。挙句の果てには、直前までいなかったのに馬鹿にするためだけに登場する場合すらある。
科学者たち
茜が暴走して隕石が接近する事態になる度に現れる謎の科学者たち。
地球が滅亡しかねない状況を前に懸命に対処しようとし、何故か隕石が逸れて（要は茜の暴走が収まって）涙する様子がたびたび描かれる。例外として茜が黒峰達に吸血鬼による吸血の本当の意味を教えた際のイメージ映像ではロケットの発射成功に涙していた。
毒蛇のアンナ
体に大蛇を巻きつけた褐色の痴女。凛によると痴女としてのレベルは「せいぜい痴団長クラス」。獅穂の痴合の応援・解説役として上記の科学者と共にたびたび登場している。
コミックス20巻の中表紙イラストでは、葉子の両親とは高校時代のクラスメイトであったことが示唆されている。
桜山、岡山、嶋山（さくらやま、おかやま、しまやま）
葉子の両親の高校時代のクラスメイトで、源二郎の友人たち。名前と容姿が桜田、岡田、嶋田とよく似ている。また、3人の他に渚とよく似た男子生徒が登場している。
鎌瀬 薫（かませ かおる）
「月刊オカルトまにあ」の記者である女性。
手駒は同じ大学で、同じサークルの後輩。スタイルはいいものの、実は明里と同じく未だ独身で交際経験すらなく、そのことを非常に気にしている。
作者の次回作『週刊少年ハチ』でも登場している。
手駒 貴志（てごま たかし）
「月刊オカルトまにあ」の記者である眼鏡をかけた男性。
鎌瀬は同じ大学で、同じサークルの先輩であるが、彼女に対して恋愛感情は全くない模様。実は高校生の弟がみかんと同じ新聞部であるため、みかんのことをよく知っている。

## 書誌情報
- 増田英二『実は私は』 秋田書店〈少年チャンピオン・コミックス〉、全22巻
  1. 2013年6月7日発売、ISBN 978-4-253-22168-9
  2. 2013年8月8日発売、ISBN 978-4-253-22169-6
  3. 2013年10月8日発売、ISBN 978-4-253-22170-2
  4. 2013年12月6日発売、ISBN 978-4-253-22171-9
  5. 2014年2月7日発売、ISBN 978-4-253-22172-6
  6. 2014年5月8日発売、ISBN 978-4-253-22173-3
  7. 2014年7月8日発売、ISBN 978-4-253-22174-0
  8. 2014年9月8日発売、ISBN 978-4-253-22175-7
  9. 2014年12月8日発売、ISBN 978-4-253-22176-4
  10. 2015年2月6日発売、ISBN 978-4-253-22177-1
  11. 2015年4月8日発売、ISBN 978-4-253-22521-2
  12. 2015年7月8日発売、ISBN 978-4-253-22522-9
  13. 2015年9月8日発売、ISBN 978-4-253-22523-6
  14. 2015年11月6日発売、ISBN 978-4-253-22524-3
  15. 2016年1月8日発売、ISBN 978-4-253-22525-0
  16. 2016年4月8日発売、ISBN 978-4-253-22526-7
  17. 2016年6月8日発売、ISBN 978-4-253-22527-4
  18. 2016年8月8日発売、ISBN 978-4-253-22528-1
  19. 2016年10月7日発売、ISBN 978-4-253-22529-8
  20. 2016年12月8日発売、ISBN 978-4-253-22530-4
  21. 2017年2月8日発売、ISBN 978-4-253-22525-0
  22. 2017年3月8日発売、ISBN 978-4-253-22802-2
- 『実は私は公式ファンブック ちょいアホ解体新書』 秋田書店〈少年チャンピオン・コミックス〉
  - 2015年9月8日発売、ISBN 978-4-253-22165-8

## テレビアニメ
2015年7月より9月までテレビ東京系列で放送された。全13話。第1巻から第4巻収録の第33話までのエピソードを、一部オリジナルシーンを交えて映像化している。

### スタッフ
- 原作 - 増田英二（秋田書店「週刊少年チャンピオン」連載）
- 監督 - 山本靖貴
- シリーズ構成 - 山下憲一
- キャラクターデザイン - 丸藤広貴
- 美術監督 - 加藤靖忠
- 色彩設計 - 山上愛子
- 撮影監督 - 設楽希
- 編集 - 坂本久美子
- 音響監督 - たなかかずや
- 音楽 - 松田彬人
- 音楽プロデューサー - 松尾康治
- 音楽制作 - トムスミュージック
- プロデューサー - 久保雄輔、中島純、武川新吾、菅沢正浩、田中利明、清水美佳、佐藤至信、松村俊輔
- アニメーションプロデューサー - 野崎康次
- アニメーション制作 - トムス・エンタテインメント/3xCube
- 製作 - じつわた製作委員会

### 主題歌
オープニングテーマ「ひみつをちょーだい」
作詞 - mitsuyuki miyake / 作曲 - mitsuyuki miyake、Hiroto Suzuki / 編曲 - Hiroto Suzuki / 歌 - アルスマグナ
エンディングテーマ「言えない 言えない」
作詞 - TOC / 作曲 - TOC、DJ KATSU / 編曲 - DJ KATSU、Shintaro "Growth" Izutsu / 歌 - Hilcrhyme
挿入歌
「ホログラム」（第1、3、5、7、8、12話）
作詞・作曲・歌 - MINMI / 編曲 - MINMI、Nameless a.k.a NL、Kenichi Kitsui
「絶対秘密主義！」（第7話）
作詞・作曲・編曲 - 園田智也 / 歌 - 白神葉子（芹澤優）
「サタニックサーファー」（第7話）
作詞 - 松尾康治 / 作曲・編曲 - 木下智哉 / 歌 - 紅本茜（M・A・O）、紅本明里（新田恵海）

### 各話リスト
| 話数   | サブタイトル           | 脚本         | 絵コンテ          | 演出       | 作画監督                                                            | 総作画監督                     |
| ------ | ---------------------- | ------------ | ----------------- | ---------- | ------------------------------------------------------------------- | ------------------------------ |
| 第1話  | 告白しよう！           | 山下憲一     | 山本靖貴          | 斉藤啓也   | 大沢美奈                                                            | 丸藤広貴                       |
| 第2話  | 秘密を守ろう！         | 山下憲一     | 園田雅裕          | 園田雅裕   | 斉藤和也、関口亮輔 津吹明日香、菅野智之                             | 田中紀衣                       |
| 第3話  | 幼馴染に気をつけよう！ | 井上美緒     | 平野俊貴          | 神原敏昭   | 池内直子、渡邉慶子                                                  | 大沢美奈                       |
| 第4話  | 委員長を助けよう！     | 山田隆司     | 佐山聖子          | 五月女有作 | 佐々木敏子、内野明雄                                                | 田中紀衣                       |
| 第5話  | デート？しよう！       | 山下憲一     | 西森章            | 原田奈奈   | 菅野智之                                                            | 大沢美奈                       |
| 第6話  | 狼男に注意しよう！     | 山田隆司     | 平野俊貴          | 矢花馨     | 水野隆宏、丸藤広貴                                                  | 田中紀衣                       |
| 第7話  | セクシーになろう！     | 山下憲一     | 西森章            | 篠原啓輔   | 小澤円、早川淳一 しまだひであき                                     | 大沢美奈                       |
| 第8話  | 世界を救おう！         | ハラダサヤカ | 斉藤啓也          | 斉藤啓也   | 渡辺まゆみ、福島豊明                                                | 田中紀衣                       |
| 第9話  | 水着に着替えよう！     | 山下憲一     | 山本里織 山本靖貴 | 吉田俊司   | 菅野智之、斉藤和也 細木隆浩、関口亮輔                               | 大沢美奈                       |
| 第10話 | 素直になろう！         | 山田隆司     | 斉藤啓也          | 神原敏昭   | 池内直子、渡邉慶子 森亜弥子                                         | 田中紀衣 いとうまりこ          |
| 第11話 | 夏祭りに行こう！       | ハラダサヤカ | 佐山聖子          | 土屋康郎   | 山中純子、小松香苗 しまだひであき、かわむらあきお                   | 大沢美奈 山中純子              |
| 第12話 | 告白を阻止しよう！     | 山下憲一     | 斉藤啓也          | 斉藤啓也   | 菅野智之、早川淳一                                                  | 田中紀衣 大沢美奈 いとうまりこ |
| 第13話 | 一緒に帰ろう！         | 山下憲一     | 山本靖貴          | 山本靖貴   | 丸藤広貴、小松香苗 大沢美奈、斉藤和也 津吹明日香、関口亮輔 ぶちまる | 丸藤広貴 大沢美奈              |

### 放送局
| 放送期間                | 放送時間                     | 放送局             | 対象地域       | 備考                                       |
| ----------------------- | ---------------------------- | ------------------ | -------------- | ------------------------------------------ |
| 2015年7月7日 - 9月28日  | 火曜 1:35 - 2:05（月曜深夜） | テレビ東京         | 関東広域圏     |                                            |
|                         |                              | テレビ大阪         | 大阪府         |                                            |
|                         | 火曜 2:00 - 2:30（月曜深夜） | TVQ九州放送        | 福岡県         |                                            |
| 2015年7月8日 - 9月29日  | 水曜 1:35 - 2:05（火曜深夜） | テレビ北海道       | 北海道         |                                            |
| 2015年7月10日 - 10月2日 | 金曜 2:05 - 2:35（木曜深夜） | テレビ愛知         | 愛知県         |                                            |
|                         | 金曜 2:15 - 2:45（木曜深夜） | テレビせとうち     | 岡山県・香川県 |                                            |
|                         | 金曜 23:00 - 23:30           | AT-X               | 日本全域       | CS放送 / リピート放送あり                  |
| 2016年7月7日 - 9月29日  | 木曜 23:00 - 23:30           | キッズステーション | 日本全域       | CS放送 / リピート放送あり / 『エリア23』枠 |

| 配信期間        | 配信時間               | 配信サイト         | 備考                                                   |
| --------------- | ---------------------- | ------------------ | ------------------------------------------------------ |
| 2015年7月13日 - | 月曜 12:00 更新        | ニコニコチャンネル | 第1話無料、第2話以降1週間無料                          |
|                 |                        | バンダイチャンネル | 第1話無料、第2話以降1週間無料 有料会員は全話見放題     |
|                 | 月曜 23:30 - 火曜 0:00 | ニコニコ生放送     |                                                        |
| 2015年7月20日 - | 月曜 12:00 更新        | GYAO!              | 第1話無料、第2話以降1週間無料 第1話・第2話同時配信開始 |

### BD / DVD
| 巻 | 発売日         | 収録話          | 規格品番   | 規格品番   |
| 巻 | 発売日         | 収録話          | BD         | DVD        |
| -- | -------------- | --------------- | ---------- | ---------- |
| 1  | 2015年9月16日  | 第1話 - 第2話   | PCXG-50481 | PCBG-52791 |
| 2  | 2015年10月21日 | 第3話 - 第4話   | PCXG-50482 | PCBG-52792 |
| 3  | 2015年11月18日 | 第5話 - 第6話   | PCXG-50483 | PCBG-52793 |
| 4  | 2015年12月16日 | 第7話 - 第8話   | PCXG-50484 | PCBG-52794 |
| 5  | 2016年1月20日  | 第9話 - 第10話  | PCXG-50485 | PCBG-52795 |
| 6  | 2016年2月17日  | 第11話 - 第13話 | PCXG-50486 | PCBG-52796 |

### ミュージック

#### シングル
発売元はいずれもユニバーサルJ。
| 発売日        | 配信日        | タイトル                                                          | 規格品番                      | 規格品番  |
| 発売日        | 配信日        | タイトル                                                          | 初回限定盤                    | 通常盤    |
| ------------- | ------------- | ----------------------------------------------------------------- | ----------------------------- | --------- |
| 2015年7月22日 | 2015年6月10日 | テレビアニメ『実は私は』挿入歌「ホログラム」                      | UPCH-7033 UPCX-5377 UPBX-1695 | UPCH-5847 |
| 2015年8月26日 | 2015年7月7日  | テレビアニメ『実は私は』 オープニングテーマ「ひみつをちょーだい」 | UPCH-7037(A) UPCH-7038(B)     | UPCH-5849 |
| 2015年9月2日  | 2015年7月7日  | テレビアニメ『実は私は』 エンディングテーマ「言えない 言えない」  | UPCH-7044                     | UPCH-5851 |

### ラジオ
「実は私はらじお」
放送日時
ラジオ大阪：2015年7月3日から9月25日まで毎週金曜日 24：30 - 25：00 放送。
HiBiKi Radio Station：2015年7月6日から9月28日まで毎週月曜日配信。
パーソナリティ
芹澤優（白神葉子 役）
M・A・O（紅本茜 役）

## 舞台
2016年3月11日に新宿村LIVEにて舞台版が公演されることが発表され、同年5月11日から同年5月15日に公演が行われた。
舞台版キャスト
- 黒峰朝陽 - 大島崚
- 白神葉子 - 飛鳥凛
- 藍澤渚 - 若林倫香
- 朱美みかん - 永吉明日香
- 紫々戸獅穂 - 柴小聖
- 紅本明里 - 加藤智子
- 紅本茜 - 高木友梨香
- 銀華恋 - 三浦菜々子
- 黒峰鳴 - 藤本かえで（元SUPER☆GiRLS）
- 藍澤涼 - 葉月ゆめ
- 黄龍院凜 - 髙橋果鈴（Prizmmy☆）
- 白神桐子 - 西口杏里沙
- カリスマ痴女 - 尻無浜冴美
- フクちゃん - 河東杏樹（アイドルカレッジ）
- クール痴女 - 穂波ゆき
- 岡田奏 - 渡邊健太
- 嶋田結太 - 早川航太（A-Light）
- 桜田康介 - 矢島八雲
- 紫々戸獅狼 - 田中彪（特別出演）
- 白神源二郎 - 室龍規（特別出演）

舞台版スタッフ
- 脚本・演出 - まつだ壱岱
- 制作 - メディアゲート
- 企画・製作 - ダックスプロダクション

## その他
- 2013年7月に俳優のトム・クルーズが本人のツイッター上で本作に関するリツイートを行い、話題となった。当時、クルーズは自身の主演する映画『Edge of Tomorrow』の撮影中で、この映画の原作者である桜坂洋が勧めている漫画を紹介するつもりでリツイートしたとされる。この事態に便乗し、週刊少年チャンピオン編集部も公式ツイッターで「トムクルーズもお気に入り」などとツイートしている[16]。
- 『週刊少年チャンピオン』2016年13号（2016年2月25日発売）では、本作同様に吸血鬼を題材とする同誌掲載漫画作品『吸血鬼すぐ死ぬ』（盆ノ木至）とのコラボ漫画が掲載された[17]。本作のコミックス16巻、『吸血鬼すぐ死ぬ』3巻にそれぞれに収録されている。